# Magnus de Creagh-Bornholdt
Magnus de Creagh-Bornholdt (12. september 1877 i Riga – 23. august 1951) var en dansk godsejer og kammerjunker.
Han var søn af etatsråd, godsejer til Løvenholm i Sønderhald Herred Peter Bornholdt og Hustru født de Creagh, fik sin skoleuddannelse i Klon, blev student fra Christ Church, University of Oxford 1897 og var chef for firmaet P. Bornholdt & Co., Riga, Libau, Windau, Reval og Danzig. Han var formand for Nordisk Forening 1927 og vicepræsident i Lettisk-Dansk Forening.
Han var desuden ejer af herregården Sorvad (udstykket fra Løvenholm) 1905-19.